# Paranelaphinis
Paranelaphinis är ett släkte av skalbaggar. Paranelaphinis ingår i familjen Cetoniidae.
Kladogram enligt Catalogue of Life:
| Paranelaphinis | \| \| Paranelaphinis adspersa \| \| \| \| \| \| Paranelaphinis cuprea \| \| \| \| \| \| Paranelaphinis signata \| \| \| \| |
|                | \| \| Paranelaphinis adspersa \| \| \| \| \| \| Paranelaphinis cuprea \| \| \| \| \| \| Paranelaphinis signata \| \| \| \| |
|                | Paranelaphinis adspersa |
|                | |
|                | Paranelaphinis cuprea |
|                | |
|                | Paranelaphinis signata |
|                | |